# 8770 Totanus
8770 Totanus eller 3076 T-2 är en asteroid i huvudbältet som upptäcktes den 30 september 1973 av den nederländsk-amerikanske astronomen Tom Gehrels och det nederländska astronomparet Ingrid van Houten-Groeneveld och Cornelis Johannes van Houten vid Palomarobservatoriet. Den är uppkallad efter fågeln Rödbena.
Asteroiden har en diameter på ungefär 15 kilometer och den tillhör asteroidgruppen Themis.